# Вокер (Луизијана)
Вокер (енгл. Walker) град је у америчкој савезној држави Луизијана.

## Демографија
По попису из 2010. године број становника је 6.138, што је 1.337 (27,8%) становника више него 2000. године.
| Група             | 2000.         | 2010.         |
| Белци             | 4.102 (85,4%) | 5.162 (84,1%) |
| Афроамериканци    | 594 (12,4%)   | 660 (10,8%)   |
| Азијати           | 2 (0,0%)      | 41 (0,7%)     |
| Хиспаноамериканци | 57 (1,2%)     | 179 (2,9%)    |
| Укупно            | 4.801         | 6.138         |